# جان اندر (بازیکن فوتبال، زاده ۱۹۹۰)
جان اندر (انگلیسی: Jon Ander؛ زادهٔ ۱۶ ژانویهٔ ۱۹۹۰) بازیکن فوتبال اهل اسپانیا است.
از باشگاه‌هایی که در آن بازی کرده‌است می‌توان به باشگاه فوتبال راسینگ سانتاندر اشاره کرد.